# Francisco de Miranda (Anzoátegui)
Francisco de Miranda è un comune del Venezuela situato nello stato dell'Anzoátegui.
Il capoluogo del comune è la città di Pariaguán.
Il comune deve il suo nome al patriota Francisco de Miranda.